# Luigi’s Mansion
Luigi’s Mansion (jap. (ルイージマンション Ruīji Manshon) – gra komputerowa wydana przez Nintendo w 2001 roku na konsolę GameCube. Pierwsza część trylogii Luigi's Mansion, jest powiązana z uniwersum Mario i jednocześnie stanowi drugą grę, w której gracz może sterować jedynie postacią brata Mario – Luigim. W marcu 2018 zapowiedziano wydanie wersji na konsolę Nintendo 3DS. Premiera gry odbyła się w październiku tego samego roku.

## Opis fabuły
Pewnego dnia Luigi odbiera wiadomość, według której wygrał ogromną posiadłość w konkursie, w którym nawet nie brał udziału. Mimo to decyduje się przyjąć nagrodę. Natychmiast dzwoni do swojego brata (Mario), z którym umawia się w niej na świętowanie zwycięstwa. Mario dociera pierwszy do posiadłości, gdzie zostaje szybko porwany i uwięziony w obrazie przez King Boo. Po podróży przez ciemny las Luigi dociera na miejsce. Zamiast brata spotyka tam jednak jedynie duchy zamieszkujące posiadłość. Przypadkowo spotkany starszy człowiek ratuje Luigiego. Okazuje się nim profesor Elvin Gadd, który mieszka nieopodal i poświęca swój czas pasji, jaką są duchy. Po usłyszeniu, że Mario zaginął, profesor daje Luigiemu dwa wynalazki, które mają pomóc w poszukiwaniach brata. W finale Luigi pokonuje King Boo i wraz z Elvinem Gadd'em uwalniają Mario.